# Phocea
| Phocea (ex Club Mediterranée) | Phocea (ex Club Mediterranée)                             | Phocea (ex Club Mediterranée) |
| Technische Daten (Überblick)  | Technische Daten (Überblick)                              |                               |
| ----------------------------- | --------------------------------------------------------- | ----------------------------- |
| Takelung:                     | Schoner                                                   |                               |
| Länge über alles:             | 75,15 m                                                   |                               |
| Länge Rumpf:                  | 74,20 m                                                   |                               |
| Länge Wasserlinie:            | 66,00 m                                                   |                               |
| Theor. Rumpfgeschw.:          | 19,74 kn                                                  |                               |
| Breite ü.a.:                  | 9,58 m                                                    |                               |
| Tiefgang:                     | 6,11 m                                                    |                               |
| Verdrängung:                  | 554 t                                                     |                               |
| Ballast:                      |                                                           |                               |
| Material:                     | Stahl/Aluminium                                           |                               |
| Segelfläche am / vorm Wind:   | 1.565 m² / 2.775 m²                                       |                               |
| Motorisierung:                | MTU Friedrichshafen                                       |                               |
| Motorleistung:                | 1 × 780 kW                                                |                               |
| Konstruktion:                 | Michel Bigoin / Butch Dalrymple-Smith (Refit)             |                               |
| Design:                       | Michel Bigoin / Tim Heywood (Refit)                       |                               |
| Interieur Design:             | Jörg Beiderbeck (Refit)                                   |                               |
| Einrichtung:                  | Oldenburger Möbelwerkstätten (Refit)                      |                               |
| Baujahr:                      | 1976 / 1999 (Refit)                                       |                               |
| Werft/Werftstandort:          | DCAN, Toulon, Frankreich                                  |                               |
| Werft/Werftstandort (Refit):  | Fr. Lürssen Werft, Bremen-Vegesack, Deutschland           |                               |
| Eignerin/Land:                | Mouna al-Ayoub/Libanon                                    |                               |
| Flagge:                       | Luxemburg                                                 |                               |
| Nutzung:                      | Privat und Charter                                        |                               |
| Liegeplatz:                   | Alicante                                                  |                               |
| Gäste:                        | 12                                                        |                               |
| Besatzung:                    | 15                                                        |                               |
| Revier:                       | Südlicher Atlantik (Sommer und Winter, Stand Anfang 2015) |                               |

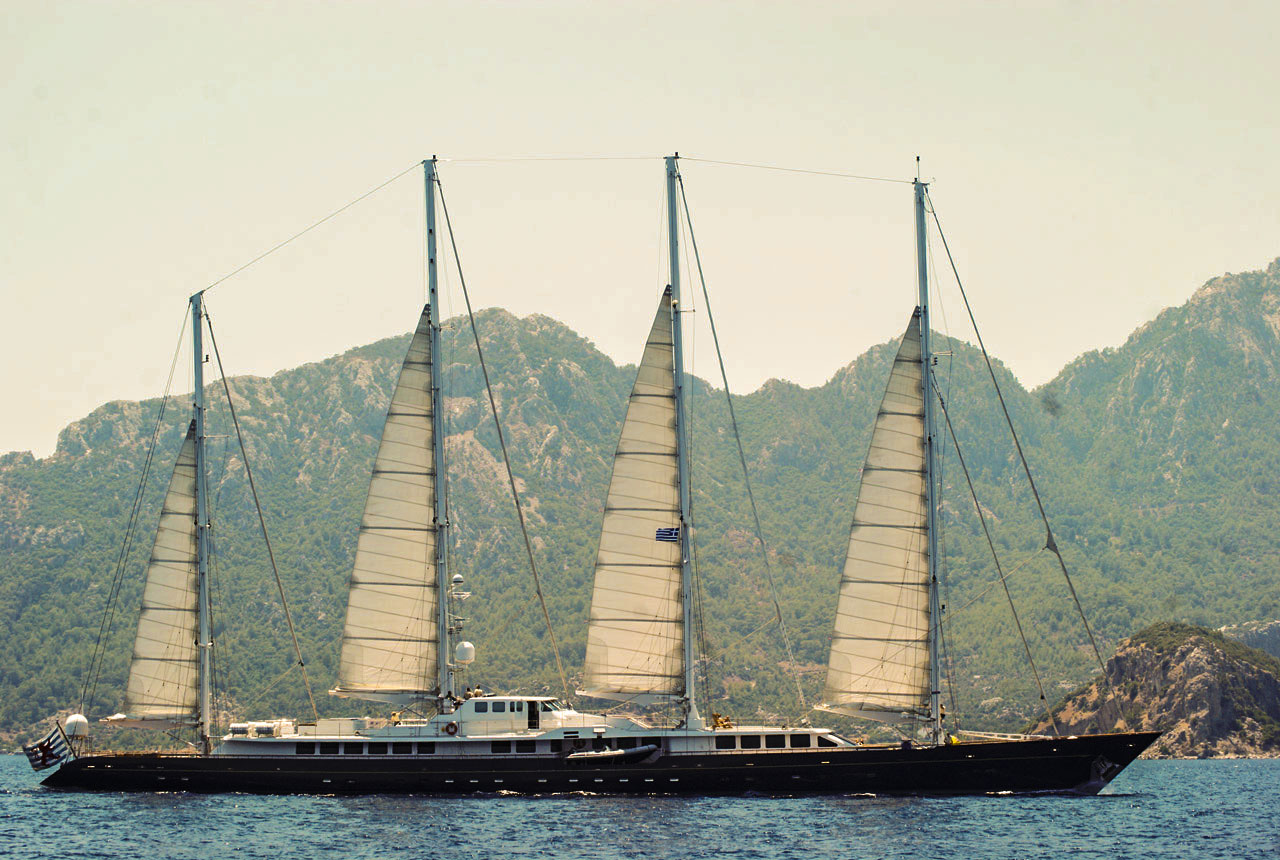
Die Phocea 2011 vor Marmaris

Die Phocea war eine Segelyacht, die 1976 als Viermastschooner gebaut und ursprünglich bei internationalen Transozean-Regatten eingesetzt wurde. Ab 1999 wurde sie als Luxusyacht umgebaut und konnte privat gechartert werden. Mit ihrer Länge von 75,13 m war sie als Super-Maxi-Yacht eine der größten privaten Segelyachten der Welt.

## Geschichte
Alain Colas ließ 1976 diesen Viermaster unter dem Namen Club Mediterranée für das seit 1960 alle vier Jahre stattfindende Einhand-Transatlantikrennen bauen, bei dem er den zweiten Platz belegte. Die Phocea erreichte bereits über 30 Knoten unter Segeln und schaffte die Atlantiküberquerung in etwas mehr als acht Tagen. Für den französischen Geschäftsmann Bernard Tapie wurde die Phocea 1986 zu einer Privatyacht umgebaut.
Die libanesische Multimillionärin Mouna Ayoub kaufte die Yacht 1997 in einem schlechten Zustand für ca. 5 Millionen Euro und ließ sie 1999 bei der Werft Lürssen in Bremen zu einer Yacht der Luxusklasse umbauen (Refit). Die Phocea konnte für ca. 220.000 Euro pro Woche gechartert werden.
Am 18. Februar 2021 ist die Yacht vor der malaysischen Küste ausgebrannt und gesunken.